# Alchilazione
Un'alchilazione è una qualsiasi reazione che porta all'addizione di un gruppo alchilico (-CH3, -CH2CH3, -R ecc.) ad una molecola. In sintesi organica è una reazione cruciale perché porta alla costruzione dello scheletro carbonioso di una molecola.

## Biochimica
Nelle cellule degli organismi, l'alchilazione viene spesso usata per proteggere i nucleotidi del DNA. Se non viene controllata, può invece indurre mutazioni.

## Impianti industriali
Negli impianti petrolchimici con alchilazione si indica il processo atto ad aumentare il numero di ottani di un idrocarburo tramite la reazione dell'isobutano con idrocarburi non saturi. La diffusione dei processi di alchilazione industriale risale al periodo della seconda guerra mondiale per sopperire alla richiesta di alchilati da miscelare alle benzine degli aerei.
Esso avviene nella cosiddetta unità di alchilazione, che ha il ruolo chiave di recuperare i sottoprodotti più leggeri ricavati dal processo di distillazione del greggio (isobutano) e dal cracking catalitico (butileni e propileni).
Il trattamento avviene principalmente usando acido fluoridrico come catalizzatore (temperatura di esercizio circa 37 °C; pressione di esercizio 7 atm): in tal modo gli idrocarburi leggeri reagiscono dando forma all'isoottano e ad altri idrocarburi con elevato numero di ottani. Può essere utilizzato anche l'acido solforico come  catalizzatore rimanendo però a temperature inferiori a i 10 °C e tenendo di conto della formazione di fanghi acidi. Il vero vantaggio che presenta l'acido solforico rispetto a quello fluoridrico è il minor rischio ambientale in caso di incidente ed una maggiore sicurezza personale.

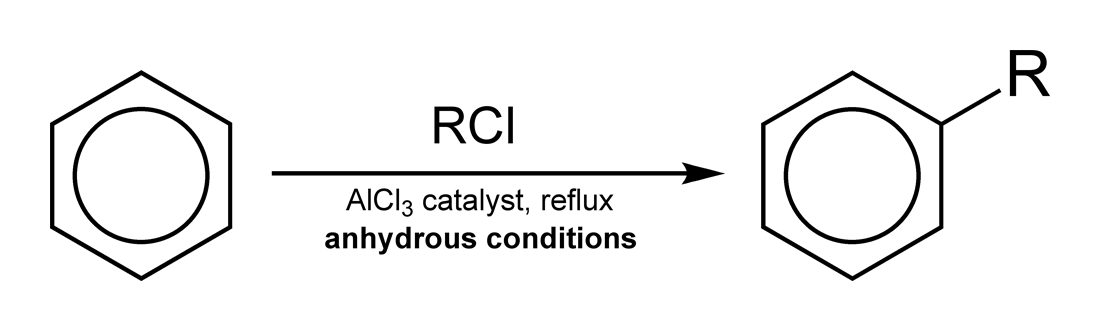
Alchilazione del benzene (reazione di Friedel-Crafts).